# Visto y oído
Visto y Oído fue un magacín de actualidad producido por Notro Televisión para la cadena española Cuatro que se estrenó el 30 de junio de 2008. 

## Formato
Nació con la intención de contar la actualidad de una forma más cercana, adentrándose en las historias humanas de la gente que se esconden detrás de las noticias insólitas, cotidianas, impactantes o divertidas.
Presentado por Raquel Sánchez-Silva y Joaquin Prat jr. el programa se emitió de lunes a viernes en la tarde de la cadena.
Los directores del programa eran Santi Acosta y la mujer de éste, Sandra Fernández.

## Cancelación
El espacio fue definitivamente cancelado tan solo cuatro meses después de su estreno debido a los bajos índices de audiencia.